# Josef Sommer
Maximilian Josef Sommer (Greifswald, 26 juni 1934) is een Duits-Amerikaans acteur.

## Biografie
Sommer werd geboren in Duitsland maar groeide op in North Carolina. Zijn vader doceerde kunstgeschiedenis aan de University of North Carolina. Sommer studeerde aan de Carnegie Mellon University in Pittsburgh.
Hij begon met acteren in het theater. Hij maakte in 1970 zijn debuut op Broadway in Othello. Hierna speelde hij uiteenlopende rollen in grotere en kleinere producties.
Sommer begon in 1971 met acteren voor televisie in de film Dirty Harry. Hierna speelde hij in films en televisieseries als The Stepford Wives (1975), Close Encounters of the Third Kind (1977), Reds (1981), Iceman (1984), The Mighty Ducks (1992), Malice (1993), Strange Days (1995), Bulworth (1998), Patch Adams (1998), The Family Man (2000), The Sum of All Fears (2002) en X-Men: The Last Stand (2006).
Sommer heeft een dochter.

## Filmografie

### Films (selectie)
- 1971: Dirty Harry – als William T. Rothko
- 1975: The Stepford Wives – als Ted Van Sant
- 1976: The Front – als voorzitter
- 1977: Close Encounters of the Third Kind – als Larry Butler
- 1981: Absence of Malice – als McAdam
- 1981: Reds – als ambtenaar
- 1982: Sophie's Choice – als verteller (stem)
- 1982: Still of the Night – als George Bynum
- 1983: Silkwood – als Max Richter
- 1983: Sparkling Cyanide – als George Barton
- 1983: Saigon: Year of the Cat: als Jack Ockham
- 1984: Iceman – als Whitman
- 1985: Target – als Taber
- 1985: Witness – als Schaeffer
- 1989: Bloodhounds of Broadway – als Waldo Winchester
- 1992: The Mighty Ducks – als mr. Gerald Ducksworth
- 1993: Malice – als Lester Adams
- 1994: Nobody's Fool – als Clive Peoples jr.
- 1995: Moonlight and Valentino – als Thomas Trager
- 1995: Strange Days – als Palmer Strickland
- 1996: The Chamber – als Phelps Bowen
- 1998: Bulworth – als dokter
- 1998: Patch Adams – als dr. Eaton
- 2000: Shaft – als Curt Fleming
- 2000: The Family Man – als Peter Lassiter
- 2000: The Next Best Thing – als Richard Whittaker
- 2002: The Sum of All Fears – als senator Jessup
- 2006: X-Men: The Last Stand – als de president
- 2007: The Invasion – als dr. Henryk Belicec
- 2008: Stop-Loss – als senator Orton Worrell
- 2010: The Other Guys – als Radford

### Televisieseries
Uitgezonderd eenmalige gastrollen.
- 1977: The Best of Families – als Jacob Riis – miniserie
- 1979: The Scarlet Letter – als Nathaniel Hawthorne – miniserie
- 1988: Hothouse – als dr. Sam Garrison – 7 afl.
- 1990: The Kennedys of Massachusetts – als Franklin Delano Roosevelt – 3 afl.
- 1991: A Woman Named Jackie – als Joseph P. Kennedy sr. – 3 afl.
- 1991: Under Cover – als Stewart Merriman - ? afl.
- 1997: Early Edition – als John Dobbs – 2 afl.
- 2002: Benjamin Franklin – als Cotton Mather - 3 afl.

## Theaterwerk opBroadway
- 1970: Othello – als Brabatio
- 1971: The Trial of the Catonsville Nine – als verdediger
- 1972: Children! Children! – als Dr. Karl Yeager
- 1972: Enemies – als Nikolai Skrobotov
- 1973: The Merchant of Venice – als Antonio
- 1973: Full Circle – als Schmidt
- 1974: Who's Who in Hell – als Arnold J. Pilger
- 1977: The Shadow Box – als de ondervrager
- 1979: Spokesong – als Francis
- 1980: Whose Life is it Anyway? – als Dr. Michael Emerson
- 1995: Racing Demon – als Lionel Espy

- Bibliothèque nationale de France: cb14038119z (data)
- Gemeinsame Normdatei: 141235160
- International Standard Name Identifier: 0000 0000 7839 9489
- Library of Congress Control Number: no92022979
- Nationale Bibliotheek van Tsjechië: xx0169123
- Nationale Bibliotheek van Israël: 987007314484405171
- Système universitaire de documentation: 070024723
- Virtual International Authority File: 221795406
- WorldCat: E39PBJvmQmCpwqBwvV9JbrPqQq